# 白菊遺族会
白菊遺族会（しらぎくいぞくかい、もしくは白菊会）とは、第二次世界大戦で日本が降伏した後、連合国から戦犯とされ刑死または病没した人物の遺族会。

## 概要
1954年（昭和29年）結成。会の名称は、戦犯遺族に篤志家から贈られた白菊観音にちなんで「白菊遺族会」とつけられた。
刑死者の慰霊と遺族の援護を主な活動とし、山下久子（山下奉文の妻）が初代代表、木村可縫（木村兵太郎の妻）が2代目代表を務めた。1993年（平成5年）、会員の高齢化を理由に解散した。

## 白菊観音
三代目中村勝五郎の依頼により横江嘉純が製作し、戦犯遺族に贈られたブロンズの観音像。25cmほどの立ち姿で、最初は1949年（昭和24年）、前年巣鴨プリズンで刑死したA級戦犯遺族に花山信勝を通じて手渡された。のちに外地で刑死したBC級戦犯の遺族にも贈られることになり、最終的に10年の歳月をかけて2500体の観音像が贈られた。

## 七光会
東條英機ら、1948年（昭和23年）12月23日に処刑されたA級戦犯7人の妻たちは、白菊遺族会に参加しつつ、さらにA級戦犯遺族のみの会として「七光会」を結成。共に法要を営み、交流した。